# Manolo Zanella
Manolo Zanella (né le 23 décembre 1983 à Feltre, dans la province de Belluno, en Vénétie) est un coureur cycliste italien.

## Palmarès sur route
- 2004
  - Circuito di Bibano
  - 2e étape du Tour du Frioul-Vénétie julienne
- 2005
  - 3e étape du Giro Ciclistico Pesca e Nettarina di Romagna Igp (it)
  - 2e de la Coppa San Vito
- 2006
  - Circuito del Porto-Trofeo Arvedi 
  - Trofeo Memorial Alfredo Lando
  - 2e de Florence-Empoli
  - 2e du Grand Prix San Giuseppe
- 2007
  - Trofeo Lindo e Sano
  - Coppa Quagliotti
- 2008
  - 7e étape du Tour de Roumanie
  - 3e du Grand Prix Palma

## Classements mondiaux
| Année           | 2005 | 2006 | 2007 | 2008 |
| --------------- | ---- | ---- | ---- | ---- |
| UCI Europe Tour | 940e | 208e |      | 612e |